# Кероген

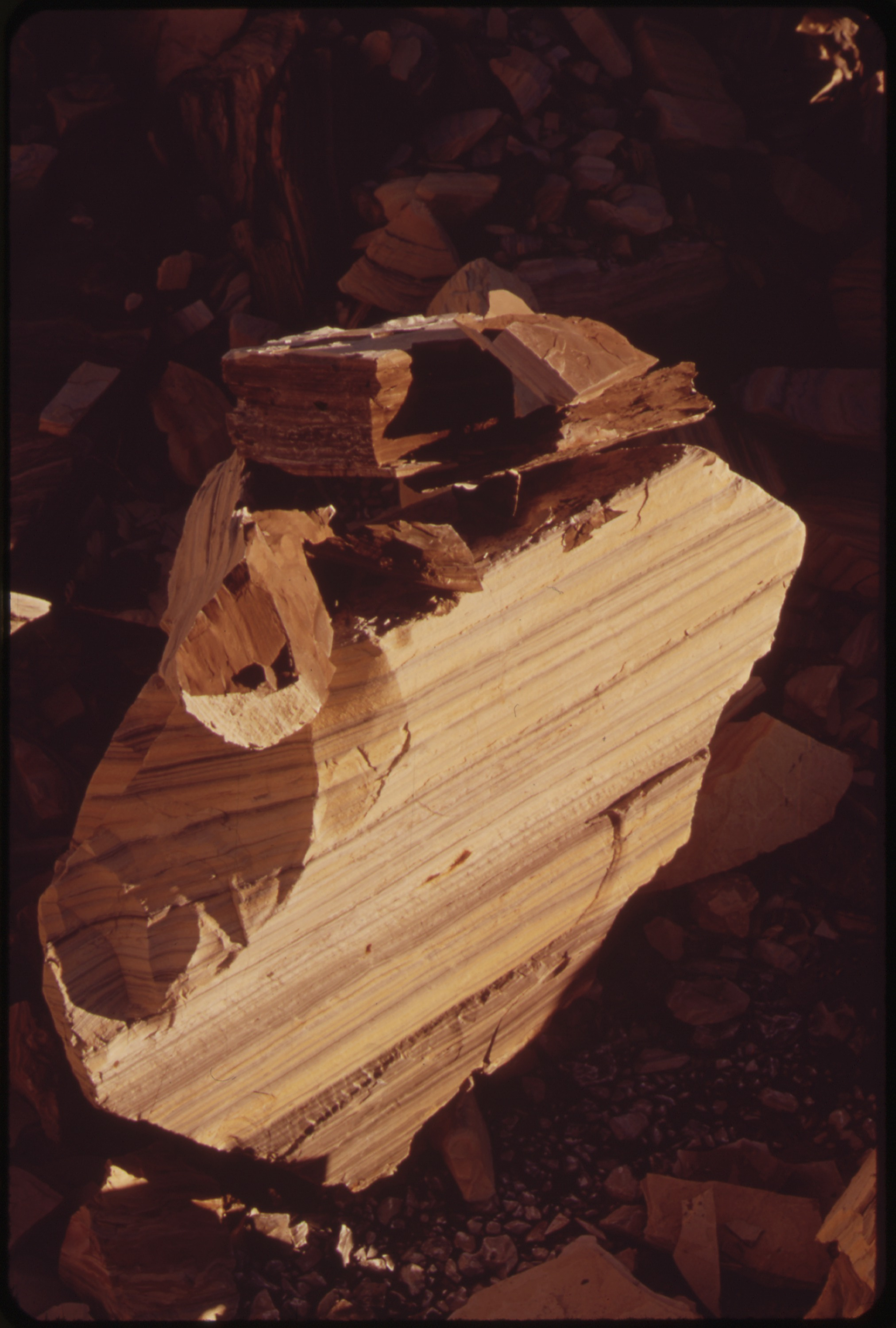
Нефтеносные сланцы

Керогены (греч. κηρός — воск и γένεση — рождающий) — это полимерные органические материалы, расположенные в осадочных породах, таких как нефтеносные сланцы, являются одной из форм нетрадиционной нефти. Они нерастворимы в обычных органических растворителях благодаря своей высокой молекулярной массе (более 1000 г/моль). При нагревании до необходимых температур в земной коре (нефтяное окно: 50—150 °C, газовое окно: 150—200 °C, в зависимости от скорости нагрева), некоторые виды сланцев выделяют сырую нефть и природный газ, называемые углеводородами (ископаемым топливом). Находясь в таких, как сланец, породах в больших концентрациях, они формируют возможные материнские породы. Богатые керогенами сланцы, которые не были нагреты до температуры выделения, называются сланцевыми месторождениями.
Название «кероген» было предложено шотландским химиком-органиком Александром Крамом Брауном в 1906 году.

## Образование керогенов
Со смертью органической материи, такой как водоросли, споры и пыльца, материя начинает разлагаться. В этом процессе большие полимеры из белков и углеводов начинают частично или полностью распадаться. Продукты распада могут поликонденсироваться и формировать полимеры. Полимеризация обычно случается вместе с формированием минерального компонента (геополимера), создавая осадочные породы, такие как керогеновые сланцы.
Такое формирование полимеров связано с большой молекулярной массой и различием химических соединений, связанных с керогеном. Наименьшие единицы это фульвовые кислоты, средние — гумусовые и наибольшие — гумины. Когда органическая материя осаждается одновременно с геологическим материалом, процессы осаждения и увеличения давления предстовляют температурный градиент. Когда гумусовые прекурсоры подвергаются достаточному геологическому давлению на достаточное время, они должны пройти некоторые изменения для превращения в керогены. Стадия этих изменений показывает возраст конкретного керогена. В частности, такими изменениями могут быть: потеря водорода, кислорода, азота и серы, что ведет к потере других функциональных групп и дальнейшей изомеризации или ароматизации, что связывается с увеличением глубины или давления. Ароматизация позволяет начать стэкинг, что, в свою очередь, увеличивает молекулярную плотность и отражательную способность витринита, а также меняет цвет спор, характеристично от желтого к оранжевому, к коричневому, к черному, с увеличением глубины.

## Состав
Будучи смесью органических материалов, кероген не может быть описан химической формулой. В частности, его химический состав может меняться от образца к образцу. Кероген из месторождения Грин Ривер с востока Северной Америки содержит элементы в пропорции: углерод — 215, водород — 330, кислород — 12, азот — 5, сера — 1.

## Типы
Лабильный кероген разлагается на тяжелые углеводороды (например, нефть), огнеупорный кероген разлагается на легкие углеводороды (например, газы), и инертный кероген формирует графит.
Диаграмма ван Кревелена — один из вариантов классификации керогенов, где они разбиты на группы по отношениям водорода к углероду и кислорода к углероду.

### Тип I: Сапропелевый
Нефтяные сланцы I типа после пиролиза производят большее количество летучих или добываемых компонентов, чем остальные типы. Так, теоретически, керогены I типа содержат больше всего нефти, и являются наиболее многообещающими залежами нефти с точки зрения классической перегонки нефти.
- Содержат альгинит, аморфную органическую материю, цианобактерии, пресноводные водоросли, и земляные смолы.
- Отношение водород/углерод > 1,25.
- Отношение кислород/углерод < 0,15.
- Показывает хорошую тенденцию к выделению жидких углеводородов.
- Появляется только из озерных водорослей и формируется только в бескислородных озерах и других необычных морских средах.
- Имеет мало цикличных или ароматических структур.
- Формируется в основном из жиров и белков.

### Тип II: Планктонные
Кероген II типа обычен для многих месторождений сланцевой нефти. Он основан на морских органических материалах, которые формируются в сокращающихся средах. Сера присутствует в значительных количествах в битуме и её обычно больше, чем в керогенах I и III типов. Хотя пиролиз керогенов II типа даёт меньше нефти, чем керогена I типа, получаемое количество все еще достаточно, чтобы считать породы, содержащие кероген II типа, потенциальными источниками нефти.
- Морской планктон
- Отношение водород/углерод < 1,25.
- Отношение кислород/углерод от 0,03 до 0,18.
- Производит смесь газа и нефти.
- Несколько типов:
  - Споринит: формируется из пыльцы и спор.
  - Кутинит: формируются из наземной растительной кутикулы.
  - Резинит: формируется из наземных растительных смол и смол животного разложения.
  - Липтинит: формируется из наземных растительных жиров (гидрофобных молекул, растворимых органическими растворителями) и морских водорослей.

### Тип IIs: Серный
Схож с типом II, но с большим содержанием серы.

### Тип III: Гумусовый
- Наземные растения (прибрежные)
- Отношение водород/углерод < 1,0.
- Отношение кислород/углерод от 0,03 до 0,3.
- Материал толстый, похожий на дерево или уголь.
- Производит уголь и газ (последние исследования показывают, что в экстремальных обстоятельствах кероген III типа может производить нефть).
- Очень мало водорода, из-за обширных кольцевых и ароматических систем.

Кероген III типа получается из наземной растительной массы, в которой мало воска или жиров. Он формируется из целлюлозы, углеводного полимера, составляющего твердую структуру наземных растений, лигнина, неуглеводного полимера, сформированного из фенил-пропана, и соединяющего нити целлюлозы вместе, терпенов и фенольных соединений в растении. Породы, содержащие кероген III типа, считаются наименее продуктивными при пиролизе и наименее удобными для получения нефти.

### Тип IV: Осадочный
Отношение водород/углерод < 0.5
Кероген IV типа содержит в основном разложившуюся органическую материю в виде полициклических ароматических углеводородов. Они не могут производить топливо.

## Источник материала

### Земные
Тип материал трудноопределим, но можно выделить несколько паттернов:
- Океанический и озерный материал обычно генерирует керогены III и IV типов.
- Океанический и озерный материал, сформировавшийся в бескислородной среде, обычно генерирует керогены I и II типа.
- Большинство наземных растений производит керогены III и IV типов.
- Некоторые виды угля содержат кероген II типа.

### Внеземные
- Углеродистые медно-хондритовые метеориты содержат керогеноподобные компоненты[7]. Считается, что такой материал сформировал обитаемые планеты.
- Керогеноподобные материалы были обнаружены в межзвездных облаках и пыли вокруг звезд[8].
- Неорганические керогены
- Кероген является полимерным углеродным веществом углистых хондритов, аналогичным по составу и структуре «зрелому» керогену «нефтематеринских» пород [Kerridge, 1983; Kissin, 2003; Matthewman et al., 2013; Alexander et al., 2017; Quirico et al., 2018; d’Ischia et al., 2021].